# Sân bay Ilhéus Jorge Amado
Sân bay Ilhéus Jorge Amado ((tiếng Bồ Đào Nha): Aeroporto de Ilhéus - Jorge Amado) (IATA: IOS, ICAO: SBIL), là một sân bay ở thành phố Ilheus, Bahia, Brasil.
Ngày 12 tháng 3 năm 2002, một sắc luật liên bang về đổi tên sân bay theo tên nhà văn Bahia Jorge Amado. Năm 2006, sân bay này đã phục vụ 306.800 lượt khách và 2.400 tấn hàng.

## Các hãng hàng không
- Azul Linhas Aéreas
- GOL Transportes Aéreos
- TAM Linhas Aéreas
- TRIP Linhas Aéreas

## Sân bay mới
Một sân bay mới đang được xây cho Ilheus với đường băng dài 3000 m